# Barabás
Pour les articles ayant des titres homophones, voir Barabbas (homonymie).
Barabás est une localité hongroise du comitat de Szabolcs-Szatmár-Bereg.

## Nom et attributs

### Toponymie
La localité tire son nom du village voisin de Mezőkaszony (Koson), aujourd’hui situé en Ukraine.

## Site et localisation

### Géologie et géomorphologie
Le Kaszonyi-hegy, qui porte le nom de « montagne » mais se présente en réalité comme une colline modeste, est exploité pour l’extraction de pierre et n’est accessible aux visiteurs que durant les périodes où l’exploitation est interrompue. Cette zone, d’une superficie protégée de 160 hectares, abrite une faune aviaire riche, avec près de 70 espèces d’oiseaux recensées par des naturalistes qui y campent régulièrement en été.
En raison de la proximité des Carpates, le climat de la colline et de ses environs est plus frais et humide que la moyenne régionale. Sa flore présente également des caractéristiques typiques des écosystèmes carpatiques.

## Histoire
La localité est habitée depuis l'époque árpádienne et apparaît pour la première fois dans les documents historiques en 1288, mentionnée comme possession des Várdai et de la famille Barabási.
En 1403, le roi Sigismond de Hongrie confisque les terres des Barabási pour cause de trahison et en attribue une partie à Boldizsár Guthi, puis en 1406, une autre à Balázs Haraszthy. À la fin du XVe siècle, le domaine est partagé entre plusieurs grandes familles nobles, dont les Upor, Guthi Országh, Beregi, Perényi, Károlyi, Pocsaj et Surányi.
En 1512, la famille Perényi se divise en deux branches qui se partagent la localité. Aux XVIe siècle et XVIIe siècle, Barabás reste principalement sous le contrôle des Beregi et Guthi, mais passe également, par héritage en ligne maternelle ou par engagement hypothécaire, aux familles Rozsályi Kún, Vay, Makrai, Dessewffy et Daróczy.
Au XVIIIe siècle, de nouvelles familles nobles s’installent, notamment les Péchy, Lónyay et les comtes Degenfeld. À l’époque de l’abolition du servage, au XIXe siècle, les principales familles propriétaires sont les Bárczay, Lipcsey et Somossy.
Avant le Traité de Trianon, la commune faisait partie du district de Mezőkaszony au sein du comitat de Bereg.

## Population

### Minorités culturelles et religieuses
En 2001, la population se déclarait à 99 % hongroise et 1 % rom.
Lors du recensement de 2011, 87 % des habitants s’identifiaient comme hongrois, 4,8 % comme roms, 0,3 % comme allemands et 0,7 % comme ukrainiens. Environ 13 % des répondants n'ont pas déclaré d'appartenance ethnique, et en raison des identités multiples, le total des déclarations pouvait dépasser 100 %. Sur le plan religieux, la population était majoritairement réformée (69,3 %), suivie des catholiques romains (6,5 %) et des gréco-catholiques (3,2 %), tandis que 4,1 % se déclaraient sans confession et 16,3 % n’ont pas répondu.
En 2022, 91 % des habitants se déclaraient hongrois, 4,2 % ukrainiens, 0,6 % roms, 0,5 % polonais, 0,4 % allemands, 0,3 % ruthènes, 0,1 % roumains et 0,8 % d’une autre nationalité non hongroise. 8,7 % n'ont pas déclaré leur origine. Concernant la religion, 56,7 % étaient réformés, 7,2 % catholiques romains, 3,9 % gréco-catholiques, 1,6 % orthodoxes, 0,9 % autres chrétiens, 4,7 % sans confession, tandis que 24,7 % n’ont pas répondu.

## Équipements

### Réseaux extra-urbains
La commune est située à l’extrémité nord-est du comitat, directement à la frontière entre la Hongrie et l’Ukraine. Elle partage plus de 17 kilomètres de frontière avec l’Ukraine, où la localité la plus proche est Koson. Du côté hongrois, elle est entourée par Beregdaróc, Gelénes, Vámosatya, Tiszavid, Tiszaadony et Tiszakerecseny.
L’accès se fait principalement par les routes 4121, 4123 et 4124, reliant respectivement la commune à Tiszaadony, Vámosatya et Gelénes. Un poste-frontière a été inauguré en 2006 sur la route 4121, facilitant le passage vers l’Ukraine.